# پرشیا (نیویورک)
پرشیا (به انگلیسی: Persia) نام شهری کوچک در ایالت نیویورک در آمریکا است. جمعیت این شهر بر اساس سرشماری سال ۲۰۱۰ میلادی ، ۲۴۰۴ نفر است. مساحت این شهر حدود ۵۴ کیلومتر مربع است.

## نامگذاری
چیزی که بسیار پرسیده می‌شود این است که «نام شهر پارسی چگونه به دست آمده‌است؟» بایگانی روزنامه‌ها و کتاب‌های تاریخی سرنخ کوچکی از ریشه این نام به دست نمی‌دهند.

## تاریخچه
منطقه‌ای که تبدیل به شهر شد، نخستین بار در حدود سال ۱۸۱۲ سکونت یافت. شهر پرشیا در سال ۱۸۳۵ از شهر پریزبرگ پایه‌گذاری شد.